# Schöneberg
För andra betydelser, se Schöneberg (olika betydelser).
Schöneberg är en stadsdel i Berlin som sedan 2001 ingår i stadsdelsområdet Tempelhof-Schöneberg. Schöneberg utvecklades i rasande takt under 1800-talets senare hälft och blev stad innan det 1920 inkorporerades i Berlin. Under Berlins tid som delad stad var rådhuset i Schöneberg, Rathaus Schöneberg, Västberlins rådhus.

## Geografi

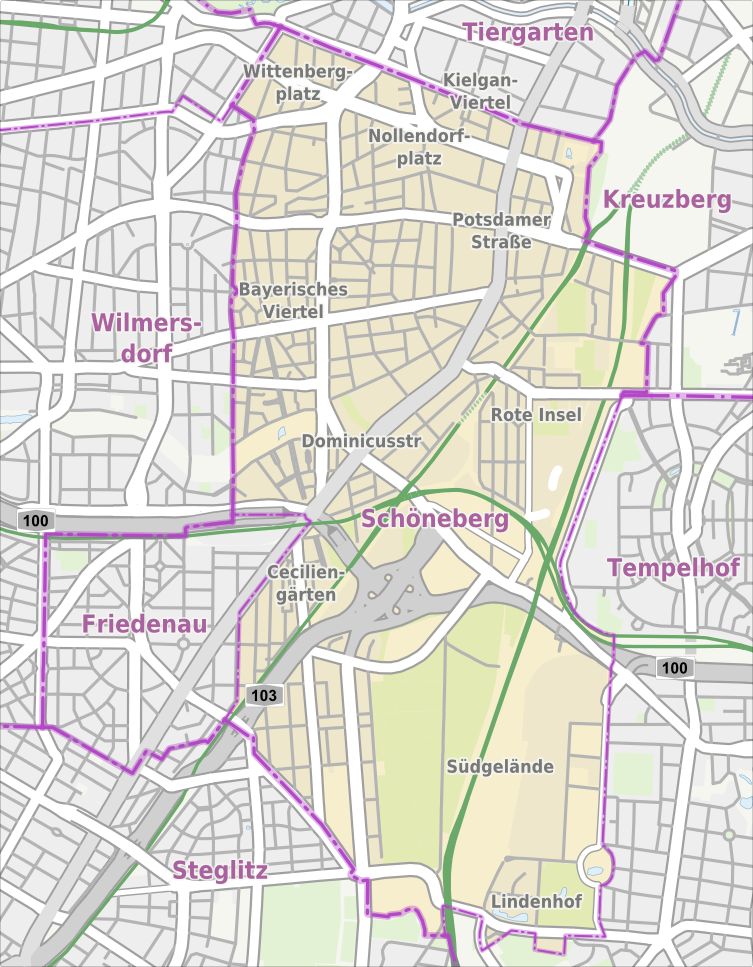
Karta över Schöneberg

Schöneberg genomkorsas av flera stora järnvägar och genomfartsleder som indelar stadsdelen i flera distinkta delar. Den nordvästra delen av Schöneberg är en tätbebyggd innerstadsdel i Berlin. I östra Schöneberg ligger området Rote Insel, som genom att vara omringat av järnvägsspår har en distinkt separat karaktär från den övriga delen av stadsdelen. I områdets södra del finns stora park- och koloniträdgårdsområden.

## Historia

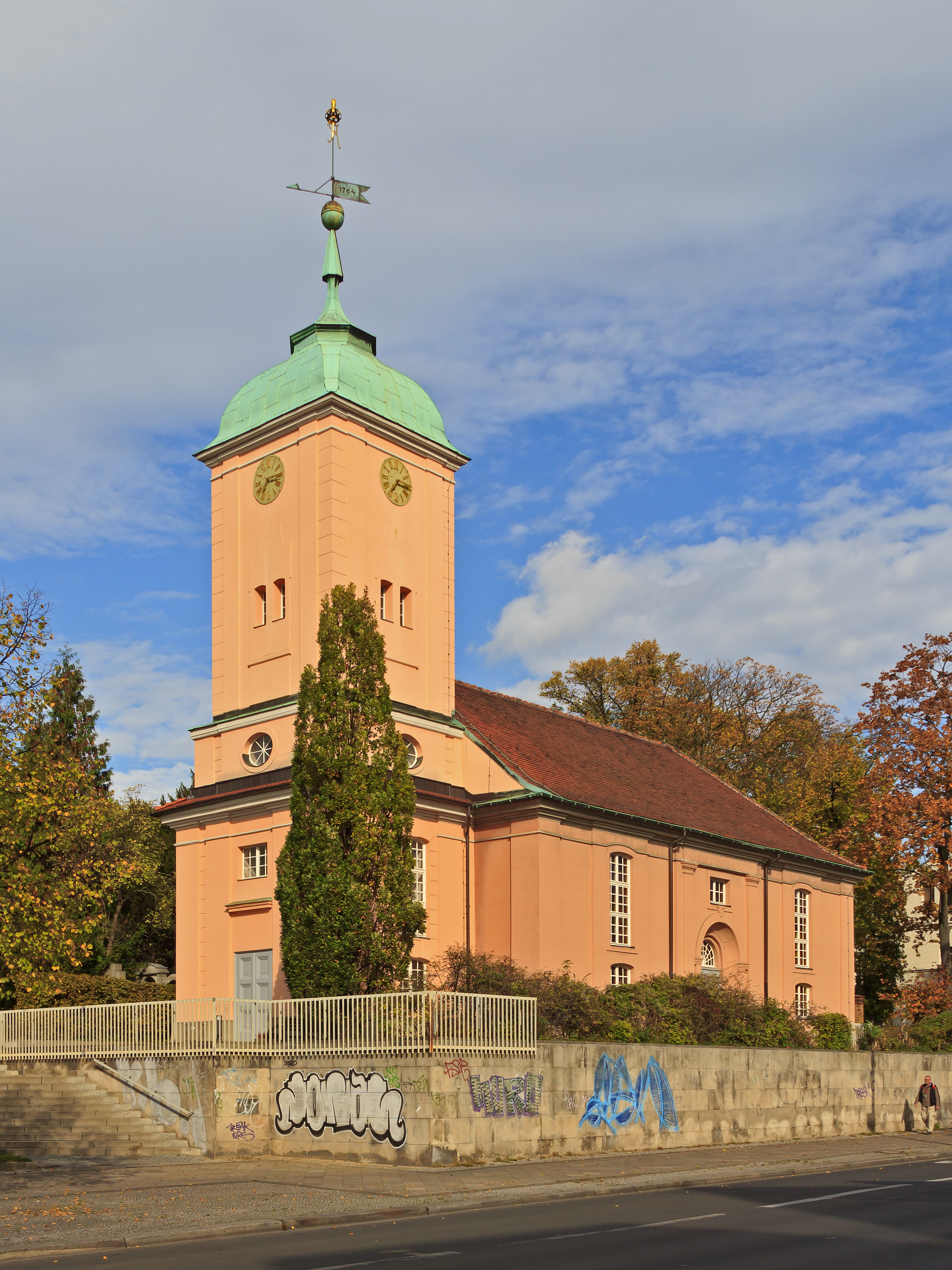
Den äldsta byggnaden är kyrkan Dorfkirche Schöneberg.

Schöneberg nämns första gången i skrift som "villa sconenberch" 1264 då markgreven Otto III skänkte land till nunneklostret i Spandau som låg i byn Schöneberg. Man antar att Schöneberg grundades mellan 1220 och 1250 av tyska bosättare och att anledningen var dess placering längs med en handelsväg.
Den äldsta byggnaden är kyrkan Dorfkirche Schöneberg som stått på samma plats sedan 1500-talet vid dagens Hauptstrasse. Kyrkan förstördes av bränder 1544 och 1760. Kyrkan förstördes i februari 1945 men återuppbyggdes 1953-1955. 1506 köptes Schöneberg upp av kurfursten Joachim I. 1685 skapades den första kartan av Schöneberg där flera av dagens gator återfinns: Hauptstrasse, Dominicusstrasse och Grunewaldstrasse.
Under 1700-talet skedde en invandringsvåg till Preussen under regenten Fredrik II av Preussen. Invandrare från Böhmen bosatte sig i Schöneberg och även Rixdorf (Böhmisch-Rixdorf) som senare blev Neukölln. De böhmiska invandrarna arbetade som vävare men tvingades efterhand ge upp sin verksamhet. Istället kom de att syssla med annat hantverk och öppnade även restauranger och andra etablissemang. Det finns fortfarande ett hus kvar på Hauptstrasse från det som en gång var en böhmisk koloni. 1760 brann Schöneberg ner. Schöneberg kom att behålla sin lantliga prägel in på 1800-talet, det sista huset med stråtak revs 1889.
I Schöneberg uppfördes också de för Berlin typiska Mietskasernen, bostadshus för arbetare, under industrialiseringen. Schöneberg blev också en plats för den preussiska militären. Bland annat ingenjörstrupper flyttade in i kaserner i Schöneberg och kom bland annat med sin expertis att delta vid tunnelbyggen. Från 1870-talet växte militären i en tid av kapprustning och kasernerna vid General-Pape-Strasse växte.
Schöneberg kom liksom övriga Berlin att präglas av Hobrechtplanen av James Hobrecht som ligger till grund för gatusträckningarna i Berlin. Frågan om Schöneberg skulle bli en del av Berlin väcktes redan i början av 1800-talet. Anhängare ville bli en del av staden medan motståndarna ville ha kvar det rurala Schöneberg, detta gällde inte minst jordbrukarna. 1861 följde en kompromiss då den norra delen av Schöneberg inkorporerades till Berlin som Schöneberger Vorstadt. Denna del blev 1938 i samband med en gränsreform åter del av Schöneberg efter att ha tillhört Charlottenburg. Förlusten av den norra delen blev ett bakslag för Schöneberg som förlorade den del som utvecklats mest och flera av dess mest drivande personer. Rest-Schönebergs utveckling, och inte minst den kommunala förvaltningen, kom att släpa efter och först på 1870-talet skedde nödvändiga reformer. Reformerna var en del i den större modernisering som drevs på av Adolf Feurig som 1874 värvades från Zossen och likt sin kollega i Neukölln Hermann Boddin utsågs på livstid av lantrådet i Teltow Nicolaus von Handjery.

### Schönebergs uppgång

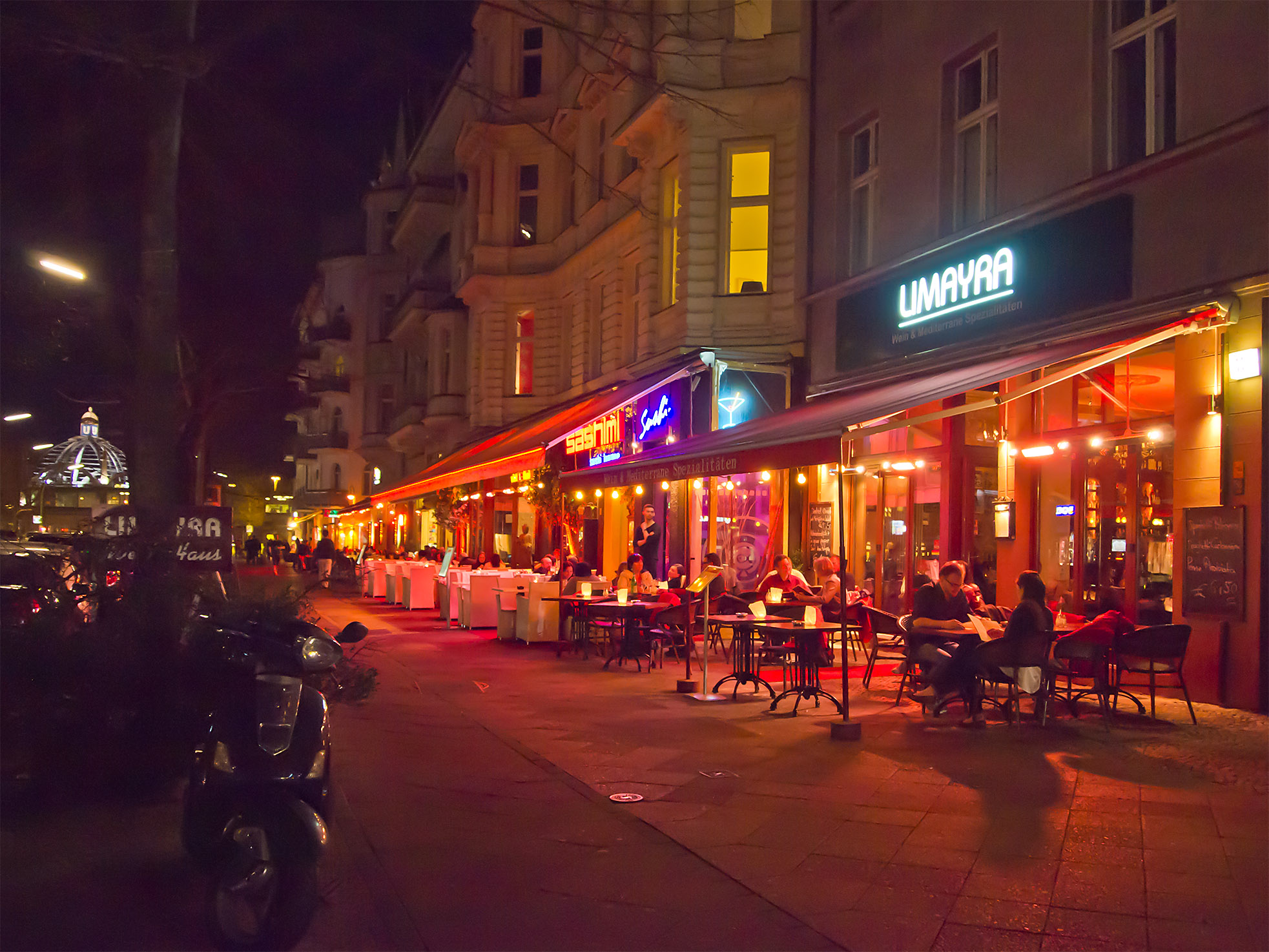
Restauranggatan Maassenstrasse i Schöneberg

Schöneberg upplevde under andra halvan av 1800-talet en utveckling där man profiterade från Berlins uppgång under perioden som kallas Gründerzeit. Det närliggande men ännu rurala Schöneberg upplevde hur mark köptes upp i spekulation av intressenter och hur Schöneberg sakta omvandlades när nya hus restes. Bönderna tjänande stora summor på att sälja och "Millionenbauer" blev ett begrepp som spreds. 1891 utkom romanen Der Millionenbauer. De nyrika bönderna byggdes själva ståtliga hus, bland annat på Hauptstrasse. Inkomstrik blev även försäljningen av mark till järnvägen som behövde kunna ansluta till Berlin. Nu drogs flera spår genom Schöneberg och vidare till Berlin, bland annat till Anhalter Bahnhof. Schöneberg fick även förbättrade kommunikationer genom Berlins ringbana med bland annat stationen Schöneberg. De många spåren har skapat de välkända järnbroarna över Yorckstrasse (några av dem monterades ner 1960) och rekreationsområdet Natur-Park Südgelände där man integrerat delar av den tidigare verksamheten.

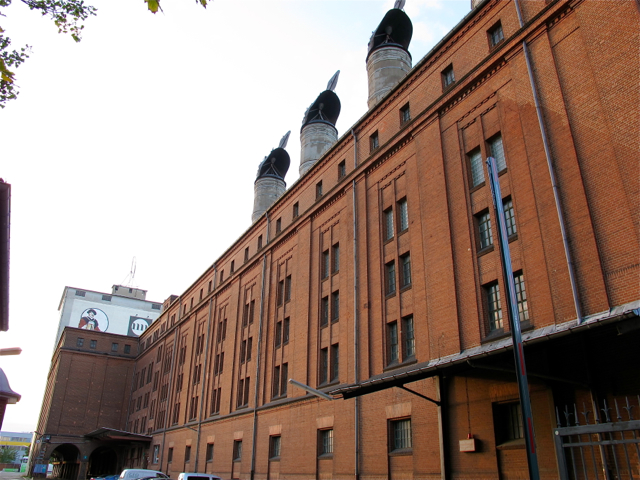
Schultheiss före detta maltfabrik är alltjämt en del av Schönebergs industriområdes silhuett.

En viktig faktor i den snabba urbaniseringen var industrialiseringen. Bland de verksamheter som grundades fanns bland annat optik- och objektivtillverkaren Optische Anstalt C. P. Goerz, bryggeriet Schöneberger Schlossbrauerei och i ett senare skede Schwarzkopf och Mix & Genest (senare Standard Elektrik Lorenz). Schlossbrauerei som grundats 1867 var den första storskaliga industrin i Schöneberg som innan dominerats av dels traditionella jordbruksverksamheter som mindre mejerier och småindustrier. Under 1800-talets industrialisering låg industrier och bostäder bredvid varandra, även om Schöneberg hade mark att bygga på. Orsakerna var behovet att ha nära till arbetet med dessa långa dagar och pauser. Först efter 1900 började staden planera med en uppdelning av bostads- och industriområden.
Ett industriområde skapades i sydöstra Schöneberg om båda sidor av Bessemerstrasse och ett exploateringsbolag grundades, Industriegelände Schöneberg AG. Industriområdet kunde sedan anslutas till järnvägen och utvecklades med etableringar som Schultheiss (maltframställning), Opel, Magirus och Schlüterbrot för att nämna några av de företag som flyttade dit under 1910- och 1920-talet. Under perioden upprättades även viktig infrastruktur i form av gasometrar varav en idag finns kvar och är byggnadsminnesmärkt.

### Schöneberg enas och blir stad

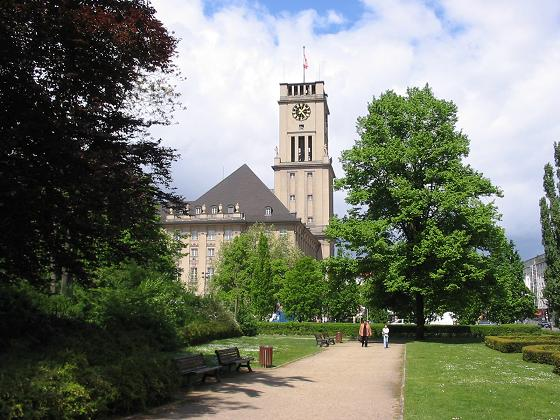
Rathaus Schöneberg och stadsparken Rudolph-Wilde-Park.

1874 slogs Alt-Schöneberg och Neu-Schöneberg samman till ett förvaltningsområde och hade då 7 500 invånare. Ett första rådhus togs i bruk på Kaiser-Wilhelm-Platz vid Hauptstrasse som ersatte de tidigare Dorfschulzen, en slags borgmästare som var ansvariga för ordningen. Neu-Schöneberg hade grundats 1750 av Fredrik II av Preussen i samband med att vävare från Böhmen flyttat till Preussen. Åren efter bildandet av Tyska riket 1871 växte antalet i Schöneberg snabbt. 1871 var de 4 555 och 1900 bodde där 95 998 och 1919 var det uppe i 175 093 invånare. Under några decennier förvandlades det agrara Schöneberg till en stad och 1898 fick Schöneberg stadsrättigheter som trädde i kraft 1899.
Stadsplanerna spelade en roll i Schönebergs utveckling men än större påverkan kom markexploatörerna och deras fastighetsbolag ("Terraingesellschaften") att få. I det som utvecklades till det så kallade Wilhelminska bältet runt Berlin köpte fastighetsbolag upp mark för att sälja vidare eller själva bebygga den. Den mest kända av dessa är Salomon Haberland (1836–1914) vars bolag skapade Bayerisches Viertel. Haberlands bolag Berlinische Boden-Gesellschaft (BBG) skapade även Viktoria-Luise-Platz.
De kommande åren skedde satsningar som byggandet av rådhuset Rathaus Schöneberg, stadsparken Rudolph-Wilde-Park och som andra stad i Tyskland stod en tunnelbana klar (idag linje U4 i Berlins tunnelbana). Nya områden som Bayerisches Viertel och möteplatser som Viktoria-Luise-Platz, Bayerischer Platz, Nollendorfplatz och Wittenbergplatz byggdes. Vid Wittenbergplatz byggdes även det stora varuhuset KaDeWe. Borgmästaren Rudolph Wilde drev på utvecklingen av Schöneberg kring sekelskiftet 1900 och fram till sin bortgång 1911. Till hans efterträdare utsågs Alexander Dominicus som bland annat engagerade sig i att bekämpa arbetslöshet och senare för bildandet av Stor-Berlin.

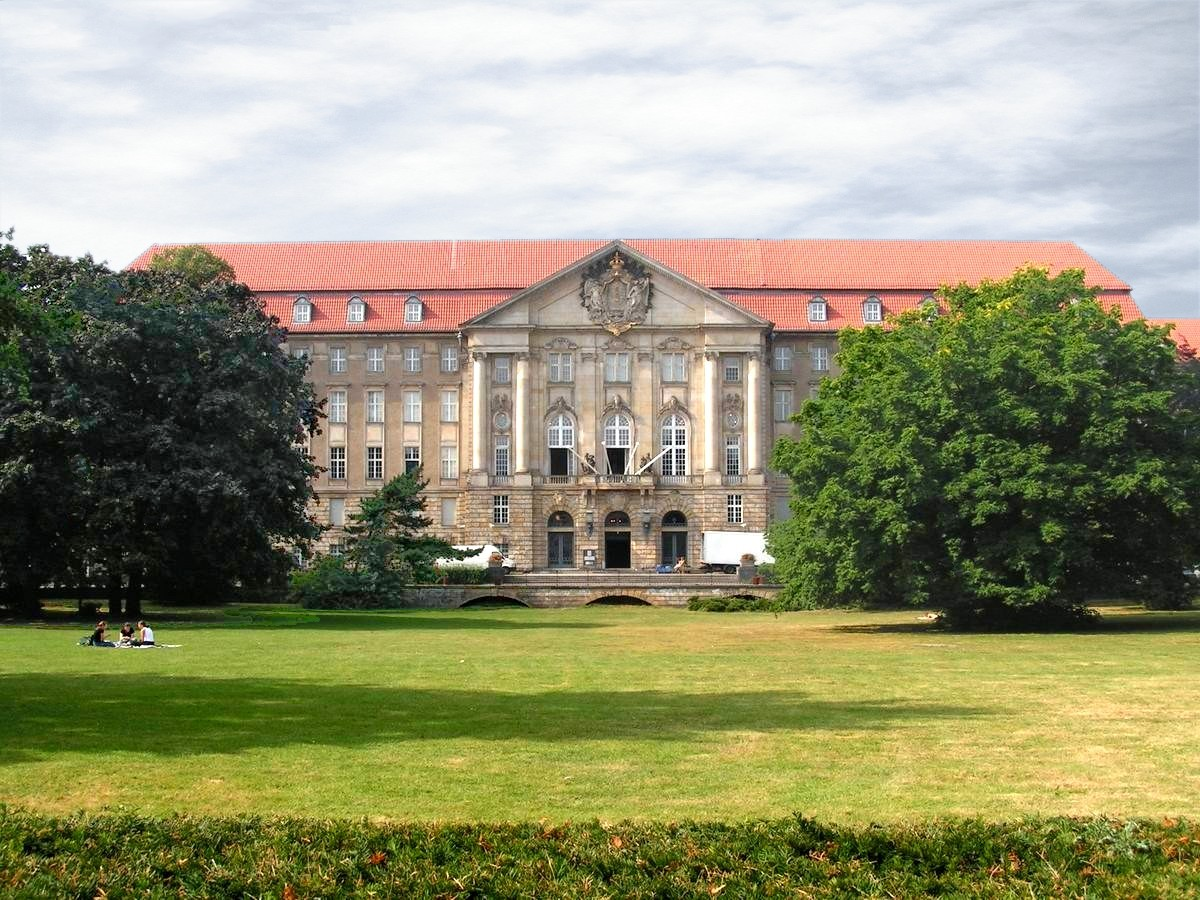
Heinrich-von-Kleist-Park med Kammergericht.

Heinrich-von-Kleist-Park stod klar 1911 på det som tidigare var den botaniska trädgården. Schönebergs förtätning med nya byggnader gjorde att den botaniska trädgården flyttades ut till Dahlem. Den nya parken fick även Königskolonnaden, en grupp pelare som utgör parkens entré, som flyttades från Alexanderplatz. 1911-1913 följde uppförandet av domstolsbyggnaden Kammergericht i parken som var plats för nazisternas skenrättegånger mot bland andra 20 juli-gruppen och som efter andra världskriget blev säte för det allierade kontrollrådet. 1953 följde ytterligare en park i Heinrich-Lassen-Park som hade börjat planeras redan på 1920-talet. Ytterligare ett stort grönområde utgör Südgelände med alla sina koloniträdgårdar.
En annan viktig byggnad som stod klar 1910 var Auguste-Viktoria-sjukhuset i södra Schöneberg som vid sin invigning var det modernaste sjukhuset i Berlinregionen. Ett i Schöneberg nytt bostadsområde blev Siedlung Lindenhof som skapades av Martin Wagner och Bruno Taut. I Friedenau byggdes också Ceciliengärten som en av flera nya bostadsområden efter första världskriget (1922-1926). I takt med att Schöneberg växte byggdes även flera kyrkor som Apostel-Paulus-Kirche (1892-1894), St. Elisabeth (1911), St. Norbert (1913-1918) och Königin-Luise-Gedächtniskirche (1912).

### Inkorporerat i Berlin

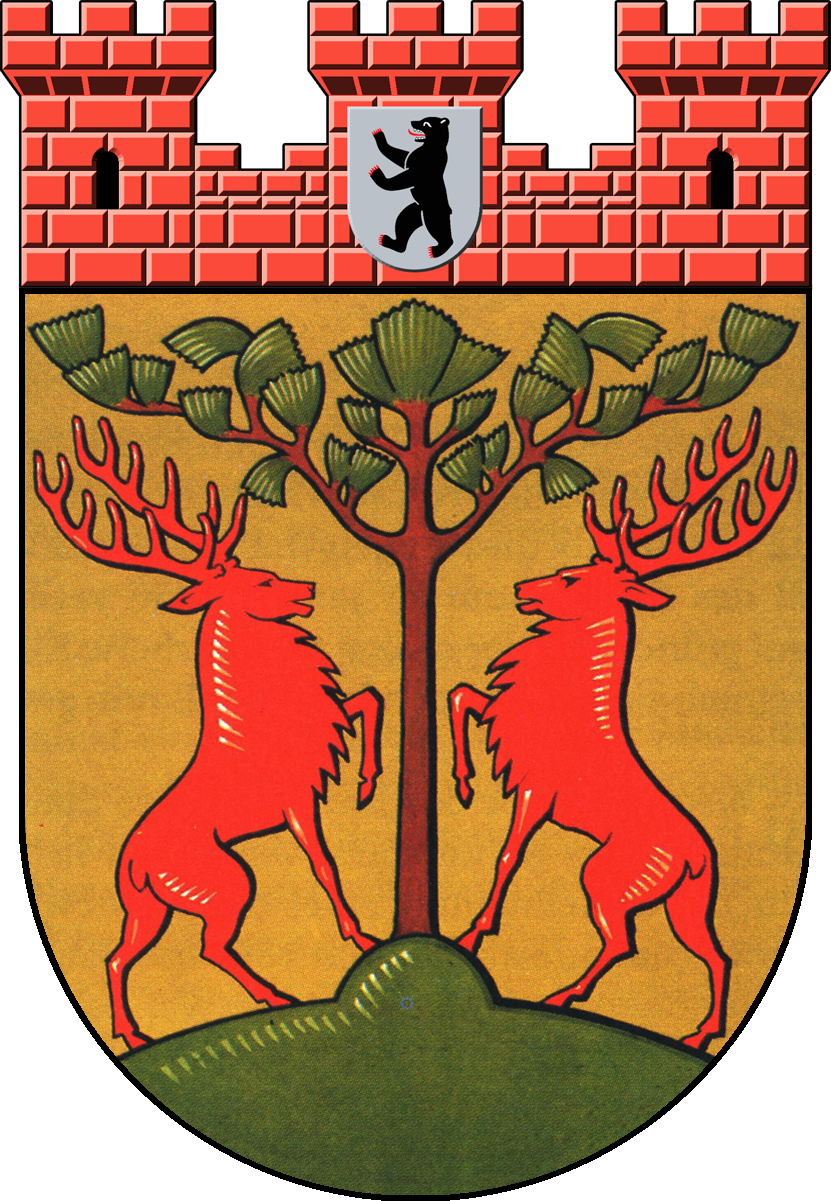
Schönebergs vapen 1920-2000.

Schöneberg förlorade sin status som stad 1920 då Stor-Berlin skapades, där Schöneberg blev det elfte stadsdelsområdet (ty. Bezirk), i Berlin tillsammans med grannområdet Friedenau. Det nya stadsdelsområdet förde vidare det vapen som staden Schöneberg börjat använda kring 1900 men med en murkrona med Berlins vapen. Vapnet består av en tall med en rödfärgad hjort på respektive sida vilket ska anspela på det jaktslott som sägs ha funnits i Schöneberg. Skölden går i guld. Först 1956 antogs detta vapen officiellt. Friedenau hade i början av 1900-talet utvecklats till en stadsdel med många intellektuella och konstnärer. Här bodde bland andra Rainer Maria Rilke, Erich Kästner, Max Halbe och senare under 1960-talet Hans Magnus Enzensberger, Günter Grass och Uwe Johnson. Friedenau har en tradition av många bokhandlare och antikvariat. 1938 ändrades gränserna något, där bland annat Schöneberg norra gräns flyttades längre norrut till att gå vid Kurfürstenstrasse där gränsen för Schöneberg tidigare hade gått. Området Rote Insel, en arbetarstadsdel, kom att bli ett centrum för motståndet mot nazisternas regim under 1930-talet.

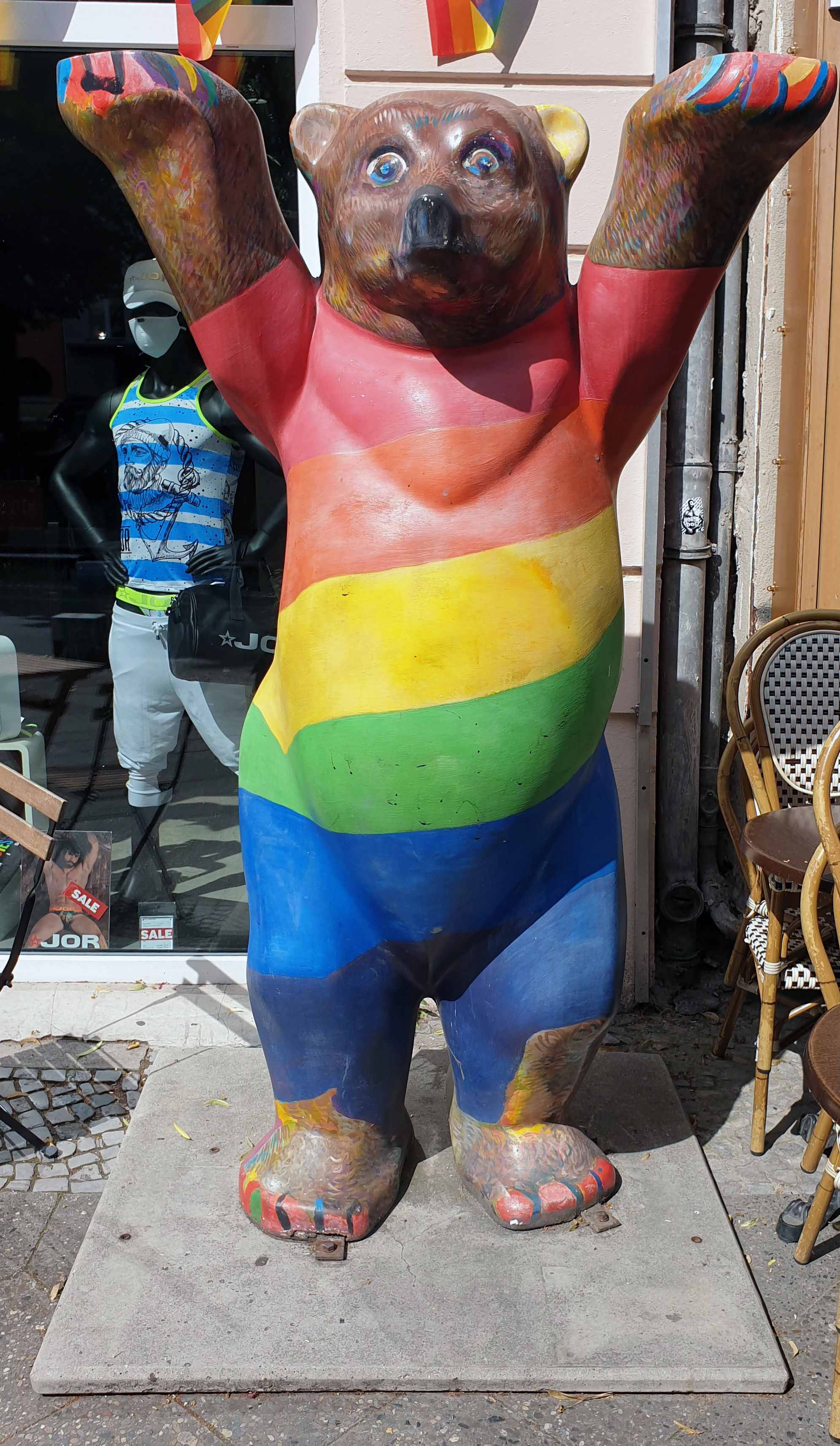

### Nollendorfplatz
Schöneberg och Nollendorfplatz utvecklades till en central plats för 1920-talets kultur- och nöjesliv. I området kring Nollendorfplatz har bland andra Rudolf Steiner, Robert Musil, Else Lasker-Schüler, Nelly Sachs och Wilhelm Furtwängler (här fattas ett verb). Neues Schauspielhaus (idag under namnet Goya) öppnades 1906 på Nollendorfplatz och hade en blomstringsperiod under Erwin Piscators ledning. 1908 öppnade i Schöneberg varietéteatern Scala som blev Tysklands största men som gick under för krigets bombningar. Fram till 1933 växer också den för området välkända gaykulturen kring Nollendorfplatz, Motzstrasse och Fuggerstrasse fram.

### Tredje riket

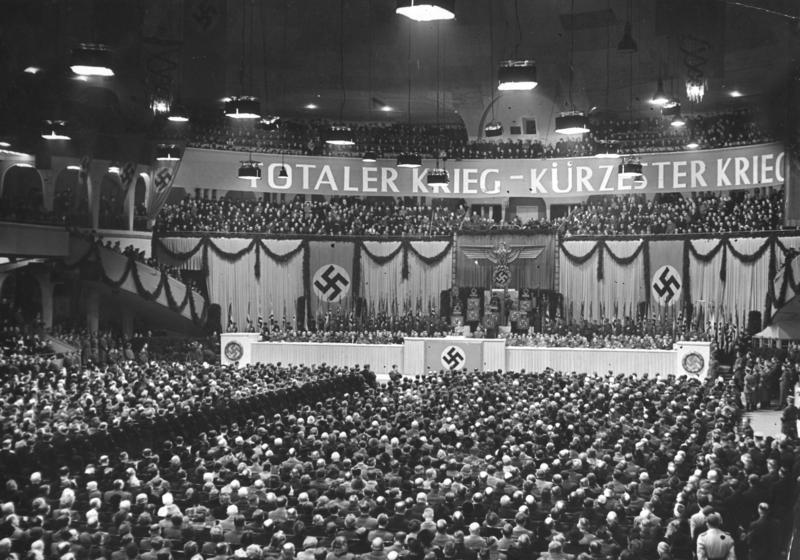
Joseph Goebbels håller Sportpalatstalet 1943

I Schöneberg röstade 8,6 procent av väljarna på NSDAP mot Berlins snitt på 5,6 procent i valet 1929 och sju nazister kom in i Schönebergs stadsdelsförsamling, 1933 röstade 25 procent på NSDAP. I Schöneberg ägde gatustrider rum mellan SA-trupper och grupper ur SPD och KPD. Efter nazisternas maktövertagande 1933 tog nazister över styret även i Schöneberg. Nazisternas maktutövande visade sig genom bland annat den Hitlerbyst som ställdes ut i rådhuset där även en nazistisk målning uppfördes, som i samband med krigsslutet 1945 målades över. I Tredje riket höll Hitler och Goebbels flera välkända tal i Sportpalast i Schöneberg, Goebbels höll bland annat Sportpalatstalet om det totala kriget 1943. 

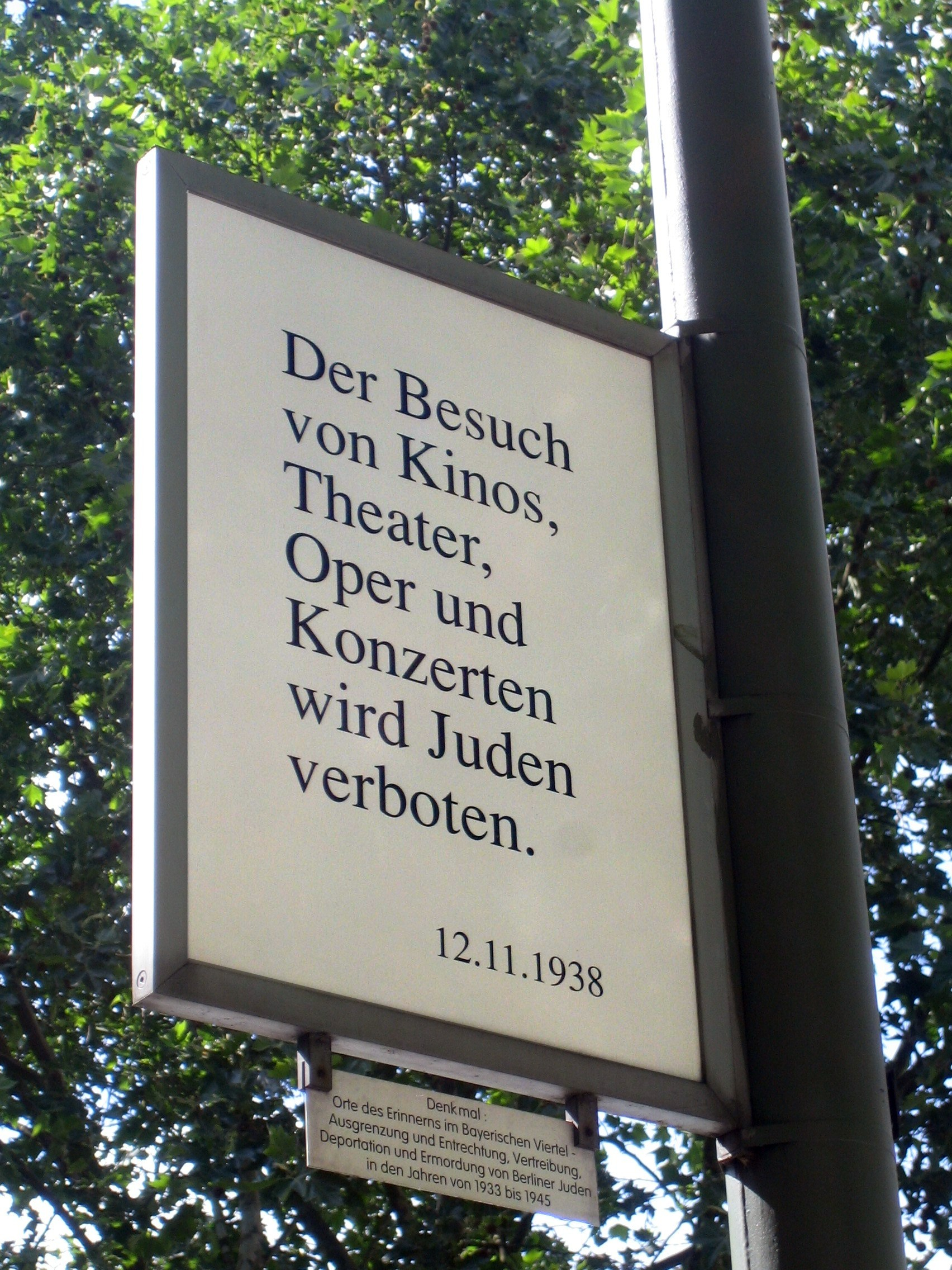
Orte des Erinnerns

Schöneberg tillhörde tillsammans med Mitte och Wilmersdorf de delar av Berlin med störst judisk befolkning, bland annat bodde Albert Einstein i Bayerisches Viertel. I Schöneberg fanns bland annat synagogor, judiska dagis och affärer och i här levde 1933 omkring 16 000 judar. I Nazityskland kom Schönebergs judiska invånare att utestängas från samhällslivet och trakasseras. 6000 av Schönebergs judiska befolkning deporterades till nazisternas förintelseläger. I området Bayerisches Viertel minner 20 stycken skyltar om vad som skedde i projektet Orte des Erinnerns. Varje skylt visar ett exempel på de lagar och regler som nazisterna införde mot den judiska befolkningen från 1933. I rådhuset i Schöneberg finns sedan 2005 utställningen Wir waren Nachbarn – Biografien jüdischer Zeitzeugen som tar upp judiska levnadsöden i Schöneberg.
I Schöneberg fanns även motståndsrörelsen mot naziregimen med det mest kända namnet i Julius Leber. Leber hade fängslats av nazisterna men släppts och drev en kolhandeln på Torgauer Strasse som blev en samlingsplats för motståndsrörelsen. Leber greps och avrättades av nazisterna 1944. I Schöneberg bär idag en bro och gata hans namn. Under kriget kom också många tvångsarbetare att bo och arbeta i industrierna i Schöneberg, bland annat i Südgelände.
Schöneberg spelade en roll i nazisternas plan att göra om Berlin till Welthauptstadt Germania. I Schöneberg skulle flera ministerier uppföras och i södra Schöneberg en ny stor järnvägsstation med rangerbangård. Vid Lützowstrasse skulle ett nytt huvudkontor för AEG byggas. Planerna skrinlades som en följd av kriget och de områden och hus som planerades att rivas för att ge plats blev istället plats för de som mist sina bostäder. Bland det som byggdes i Schöneberg under nazisttiden finns bland annat bostadsområdet Siedlung am Grazer Damm.
Schöneberg genomgick omfattande förstörelse under kriget. Drygt 35 % av bostäderna i Schöneberg förstördes och antalet invånare halverades som en följd av deportationer, evakueringar och död och var i augusti 1945 nere i 150 000. Under kriget förstördes främst norra och västra Schöneberg, bland annat förstördes Schönebergs rådhus och stora delar av Bayerisches Viertel. I slutet av april 1945 intogs Schöneberg av sovjetiska trupper men området blev i juli 1945 en del av den amerikanska sektorn.

### Återuppbyggnaden efter andra världskriget

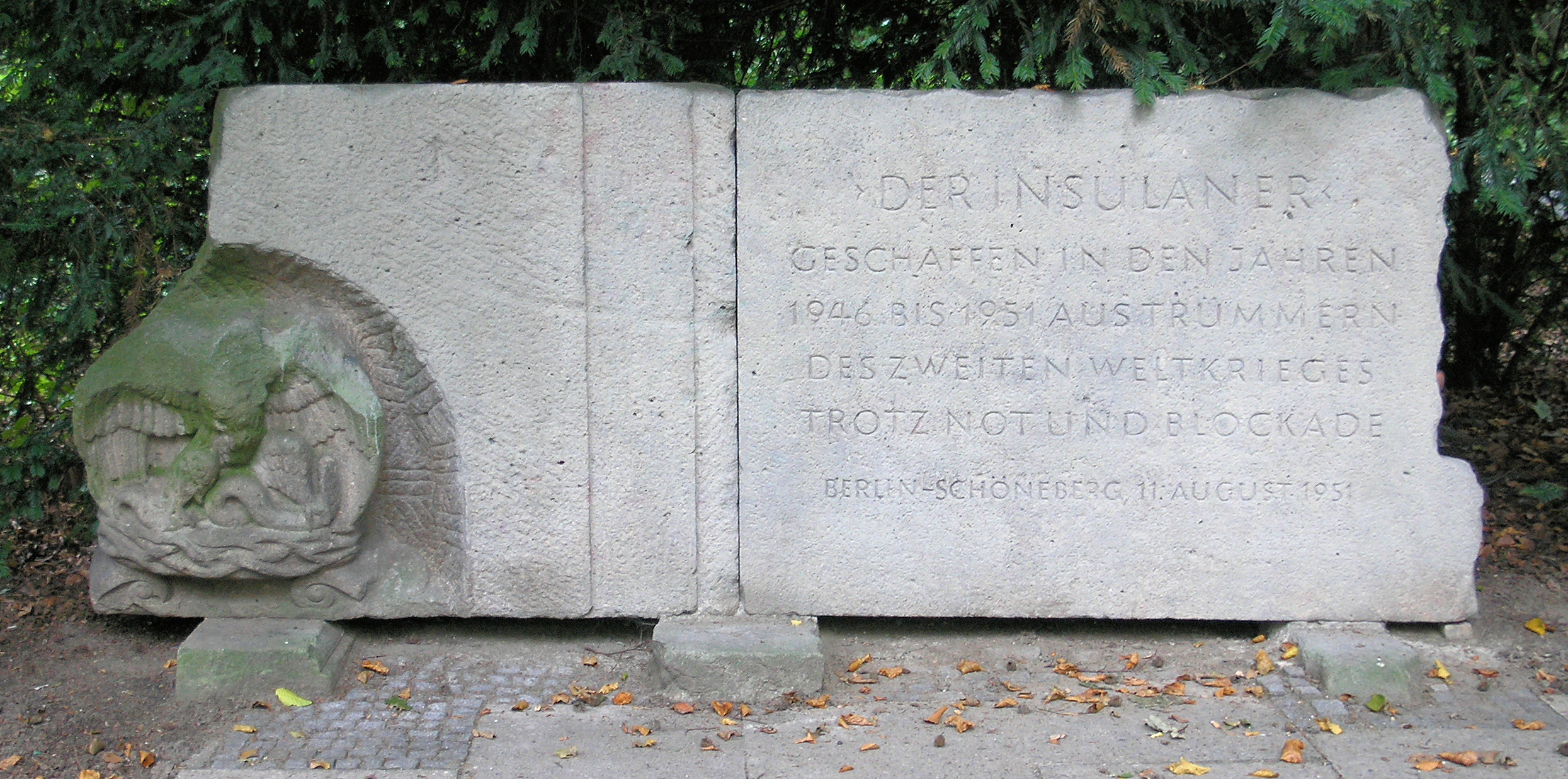
Minnessten över skapandet av Insulaner.

De första åren handlade om röjningsarbeten av ruinerna, ett arbete som kom att genomföras av kvinnorna i männens frånvaro. Dessa så kallade Trümmerfrauen bärgade och transporterade 1,6 miljoner kubikmeter ruinmassa. I Schöneberg blev resultatet ruinberget Der Insulaner, ett berg i södra Schöneberg på gränsen till Steglitz som invigdes 1951. Namnet avgjordes genom en namntävling och syftar på Västberlins situation som ö i Östtyskland. De delar av Schöneberg som förstördes under kriget återuppbyggdes i stil typisk för 1950-talet. En stor andel av husen i dagens Schöneberg ingick i återuppbyggnadsprogrammet och bär skyltar med texten Aufbau Berlin samt året för färdigställandet. Fram till 1966 byggdes 22 000 lägenheter.
Bland de byggnader som återuppbyggdes hörde även det legendariska Sportpalast från 1910. I en förenklad form kunde man 1951 åter ha sporttävlingar på platsen fram till rivningen 1973. På platsen kom under 1970-talet istället "Sozialpalast" att byggas. Kriget hade även förstört Schönebergs kyrkor, där vissa reparerades och andra ersattes av nybyggnationer. St. Matthias-kyrkans restaurerades men dess torns högsta del har aldrig ersatts. Siedlung Lindenhof återuppbyggdes men tappade sin ursprungliga karaktär. 1949-1985 byggdes över 31 000 lägenheter i Schöneberg. Tillkom gjorde även nya höghus som DGB-Haus, Hotell President, Haus der Werbung och An der Urania.

### Västberlins politiska centrum

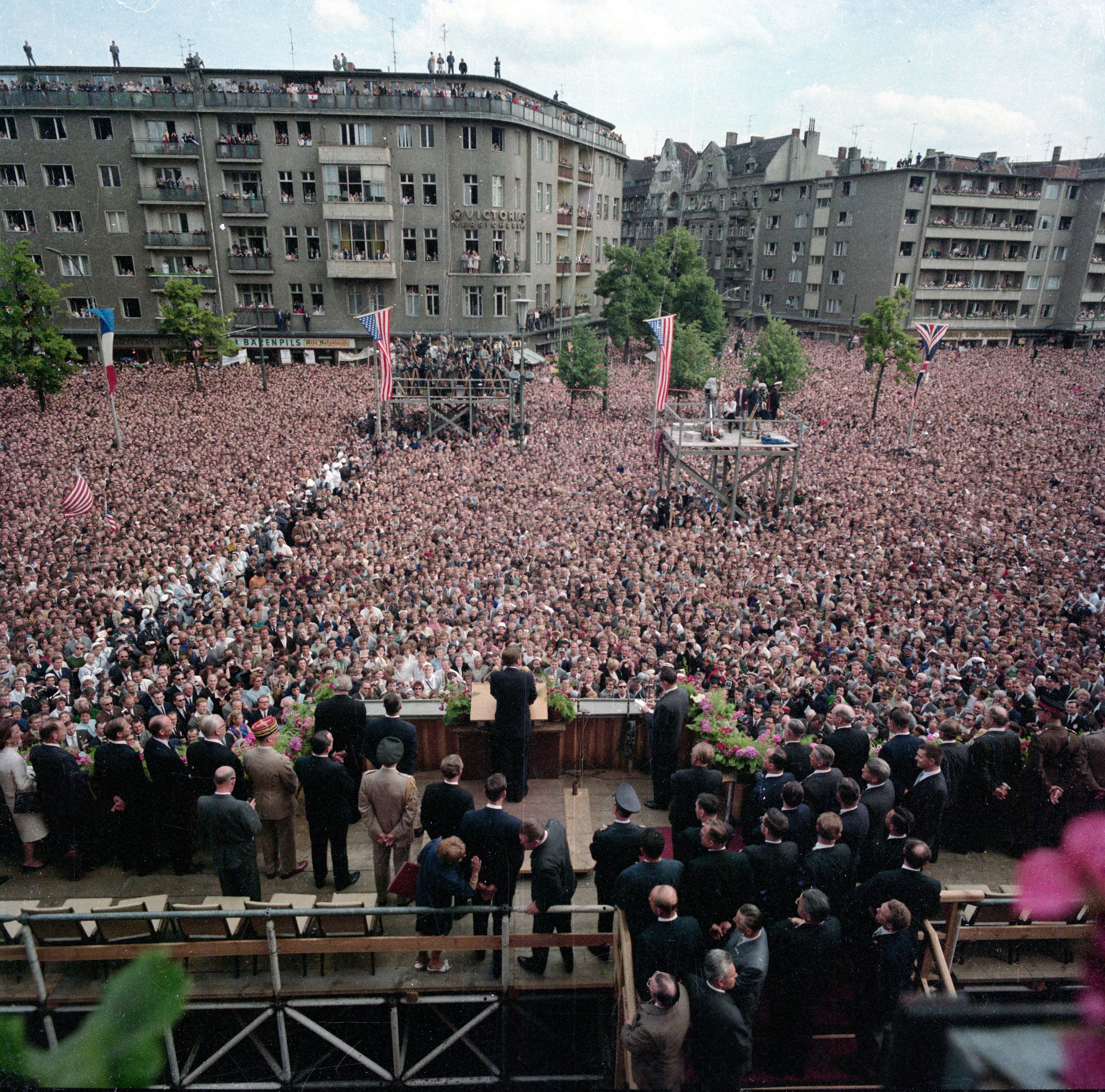
Kennedy talar vid Rathaus Schöneberg

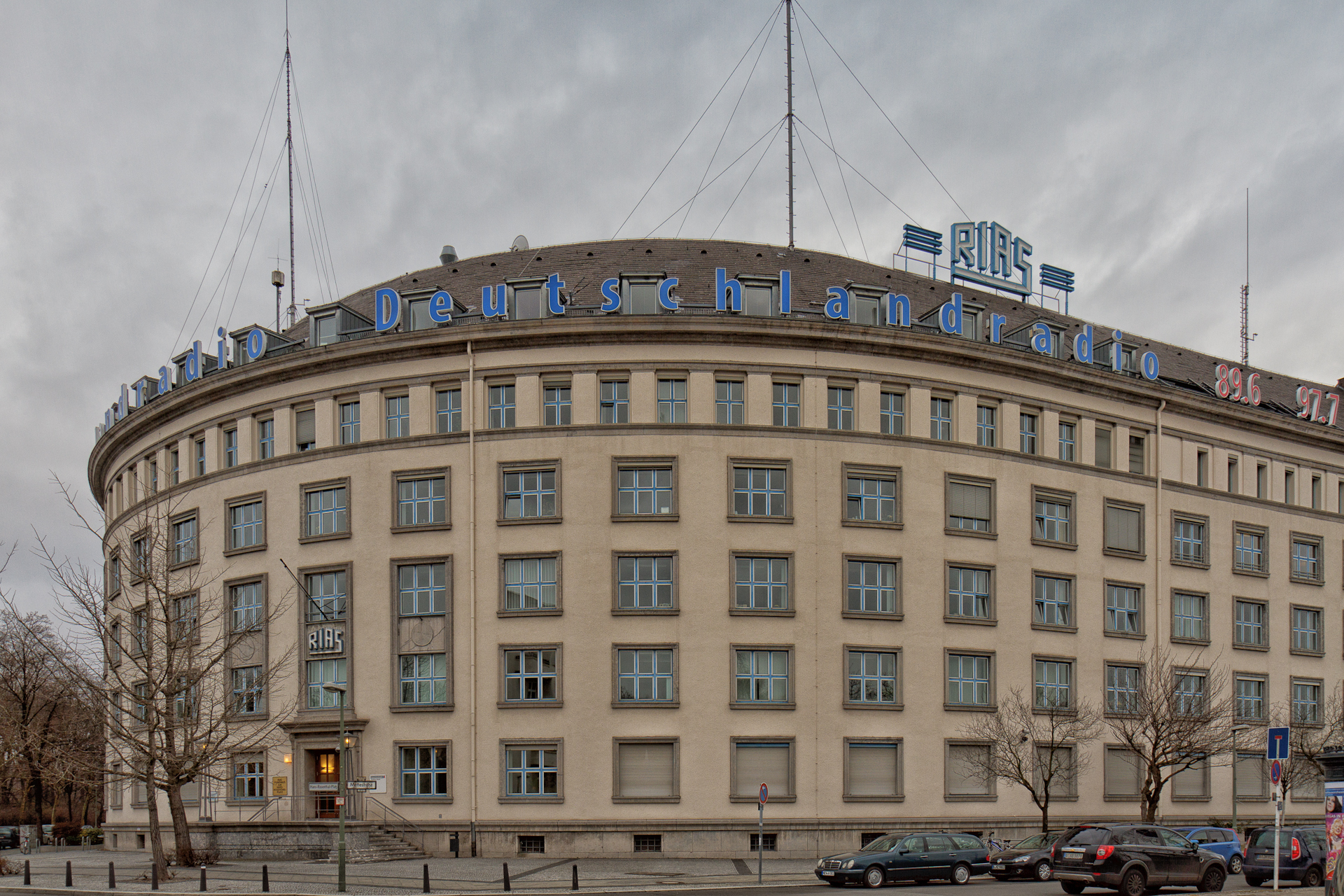
RIAS

Schöneberg fick som en följd av Berlins delning ny status, Schöneberg och rådhuset Rathaus Schöneberg blev Västberlins politiska centrum. Här satt den regerande borgmästaren och Västberlins delstatsparlament fram till Berlins återförening, ett provisorium som varade i drygt 40 år. Borgmästaren Ernst Reuter flyttade in i byggnaden 7 juni 1949 och bland hans efterträdare i Schöneberg återfinns bland annat politiker som Willy Brandt och Richard von Weizsäcker. Det var även vid Rathaus Schöneberg som John F. Kennedy under sitt Berlin-besök 1963 höll talet där han klargjorde sitt ställningstagande för Berlin med orden "Ich bin ein Berliner". I Schöneberg fanns även RIAS, den amerikanska radiostationen som sände till berlinarna. De allierades kontrollråd för Tyskland hade sitt säte i Kammergericht vid Heinrich-von-Kleist-Park.

### Bilstaden och protester mot rivningar
Under 1960-talet följde satsningar på nya motorleder i Västberlin där Schöneberg planerades att få en underjordisk motorvägstunnel som skulle gå norrut. Ett medborgarinitiativ samlade motståndare till planen och senare stoppades planerna. Däremot byggdes Innsbrucker Platz om under 1970-talet där en motorvägstunnel byggdes samtidigt som tunnelbanestationen byggdes om för en framtida tunnelbanelinje U10 - som aldrig har realiserats. I Schöneberg kom även den inre stadsmotorvägen (Bundesautobahn 100) att stå klar i etapper 1976-1978 samt motorvägskorsningen Autobahnkreuz Schöneberg som stod klar 1968. Under samma period byggdes även tunnelbanan, dagens U7, ut från Kreuzberg västerut genom Schöneberg.
Samtidigt skedde rivningar och saneringar av hus i Schöneberg, en politik som mötte motstånd bland invånarna. Aktionsgrupper mot rivningarna bildades och precis som i Kreuzberg utvecklades en husockupantscen i Schöneberg, bland annat på Bülowstrasse från 1979 och fram till mitten av 1980-talet.

### Schöneberg efter 1990
1993 lämnade Berlins delstatsparlament Schöneberg och Rathaus Schöneberg och därmed var Schönebergs tid som politiskt centrum för (Väst-)Berlin till ända. 2001 fusionerades Schöneberg med Tempelhof och bildar sedan dess stadsdelsområdet Tempelhof-Schöneberg.

### Fotnoter
1. ↑  Simon, s. 9
2. ↑  Simon, s. 11
3. ↑  Simon, s. 12
4. ↑  Simon, s. 14f
5. ↑  Simon, s. 70
6. 1 2 3 4 5  Simon
7. ↑  http://www.geschichtsparcours.de/downloads/Geschichtsparcours.pdf
8. ↑  Simon, s. 22ff
9. ↑  I samband med 1938 års gränsreform fick Schöneberg även mindre delar från Tiergarten, Kreuzberg, Tempelhof, Steglitz och Wilmersdorf, Welz 1989, s. 68
10. ↑  Winz 1964, s. 93ff
11. ↑  Simon, s. 47ff
12. ↑  Winz 1964, s. 102f
13. 1 2  Winz, s. 116f
14. 1 2  Simon, s. 75
15. ↑  Winz
16. ↑  Wilhelminischer Gürtel, jämför även med Wilhelminischer Ring
17. ↑  Winz, s
18. ↑  Winz 1964
19. ↑  Rathaus Schöneberg - Ein Rathaus in und für Berlin, Winfried Welz, Bezirksamt Schöneberg von Berlin, Berlin 1989
20. ↑  Simon, s. 52
21. ↑  Simon, s. 54f
22. ↑  Simon, s. 83ff
23. ↑  Werner Vogel, Berlin und seine Wappen, Verlag Ullstein, Berlin/Frankfurt am Main, 1987
24. ↑  Simon, s. 66
25. ↑  Simon, s. 85ff
26. ↑  Welz 1989, s. 62ff
27. ↑  Simon, s. 96ff
28. ↑    - http://www.berlin.de/ba-tempelhof-schoeneberg/derbezirk/wissenswertes/orte_des_erinnerns.html
29. ↑  http://www.berlin.de/ba-tempelhof-schoeneberg/organisationseinheit/bildung-kultur/wir_waren_nachbarn.html
30. ↑  Simon, s. 99ff
31. ↑  Siedlung am Grazer Damm, Simon, s. 92ff
32. ↑  Simon, s. 105ff
33. ↑  Simon, s. 109ff
34. ↑  s. 116